# 印度—缅甸关系

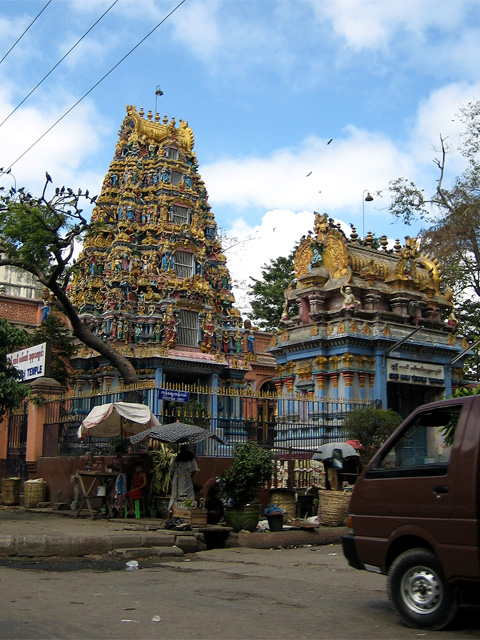
緬甸仰光一所印度教寺廟

印度－缅甸關係，是指印度共和國和緬甸聯邦共和國之間的雙邊關係。
印度和緬甸兩國的雙邊關係於1993年建交以來已大大改善。緬甸位於印度以東，而印度－缅甸邊界長約1600公里。

## 歷史
自古以來，印度與緬甸有著悠久的歷史關係，文化交流包括佛教和緬文，這是以印度天城體文字為基礎的文字。特別是上座部佛教幾千年來極大地影響了緬甸社會和文化，90％的人繼續追隨佛教至直至今日。
緬甸在英國統治時是英屬印度一省，並於1937年再次分離。印度民族主義者蘇巴斯·錢德拉·博斯在日本佔領的緬甸發表了“給我血，我會給你自由！”口號和總理納倫德拉莫迪強調了緬甸在印度獨立運動中的作用。
1948年緬甸獨立後，印度建立了外交關係。多年來由於文化和商業聯繫，地區事務的共同利益和存在，緬甸以前曾是印度的一個省，印度與緬甸的關係很強大。緬甸有一個重要的印度裔社區。當緬甸在地區叛亂中掙扎時，印度提供了相當大的支持。然而，緬甸軍隊推翻民主政府導致了關係緊張。與世界大部分地區一樣，印度譴責鎮壓民主，緬甸下令驅逐印裔緬甸人社區，增加自己與世界的隔離。

## 經濟關係
印度是緬甸最大的出口市場；於2000年，緬甸到印度的出口總額約為2.2億美元，而印度到緬甸的出口總額約為7536萬美元。印度是緬甸僅次於泰國、中國和新加坡的第四大貿易夥伴，也是緬甸第二大出口市場，出口總額佔緬甸總額的25%，印度亦是緬甸第七重要的進口來源地。印度和緬甸政府目標為雙邊貿易總額於2006年達到6.5億美元。印度政府一直在努力擴大和缅甸在空中、陸上和海上的交通及貿易聯繫，並建立天然氣管道。兩國政府在農業、電信、信息技術、鋼鐵、石油、天然氣、碳氫化合物和食品加工等領域有合作；1994年，兩國簽署邊境貿易協定，設立三個指定邊境檢查站，以便邊境貿易。於2013年，印度向緬甸提供約5億美元的貸款，協助緬甸的發展。

## 戰略關係
印度與緬甸建立了密切的關係，以對抗中國日益增長的影響力和提升自身的影響力及地位。兩國在應對邊境地區的毒品走私和叛亂上合作，而且同是環孟加拉灣多領域技術暨經濟合作倡議及湄公河－恒河合作的成員；緬甸致力協助印度在東南亞國家發揮其影響力。
印度也是羅興亞人一個落腳的去處（主要生活在德里）。